# Taiwanomyia
Taiwanomyia es un género de dípteros nematóceros perteneciente a la familia Limoniidae. Se distribuye por Malasia, Japón, India, Filipinas, Tailandia, China, Papúa Nueva Guinea & Taiwán

## Especies
- Contiene las siguientes especies:
- T. alticola (Edwards, 1926)
- T. babaella Alexander, 1957
- T. brevicornis Alexander, 1967
- T. brevissima Alexander, 1967
- T. cavernicola (Brunetti, 1924)
- T. cotabatoensis (Alexander, 1934)
- T. filicornis (Alexander, 1924)
- T. fragilicornis (Riedel, 1917)
- T. hispivena Alexander, 1967
- T. inobsepta Alexander, 1970
- T. lativertex (Alexander, 1950)
- T. perpendicularis (Alexander, 1954)
- T. perretracta (Alexander, 1954)
- T. pollosta Alexander, 1967
- T. ritozanensis (Alexander, 1929)
- T. seticornis (Alexander, 1926)
- T. setulosa Alexander, 1967
- T. sicula Alexander, 1967
- T. szechwanensis (Alexander, 1933)
- T. tafana (Alexander, 1947)